# Jan Jönsson
Jan Jönsson (nacido el 24 de mayo de 1960) es un entrenador y exfutbolista sueco. Actualmente entrena al Stabæk IF de la Eliteserien de Noruega.

## Biografía

### Trayectoria como jugador
Estuvo en el Halmstads BK desde 1978 hasta 1992, después se marchó al Sanfrecce Hiroshima donde tan sólo estuvo un año, 1993, después se marchó a Vissel Kobe en la campaña 1995-96, donde se retiró.

### Trayectoria como entrenador[2]
En la campaña 1993-94 fue entrenador auxiliar en el Sanfrecce Hiroshima donde también lo sería en la campañas de 1995 hasta 1997 en el Vissel Kobe y de 1998 hasta 2000 en el Ljungskile BK. Fue entrenador en el Landskrona BoIS desde 2001 hasta 2004, después fue contratado en el Stabæk Fotball desde 2005 hasta 2010. En la campaña 2011-12 estaría en el Rosenborg BK y a partir de 2013 dirigió al Aalesunds FK.